# دعطب (المهرة)

تعديل مصدري - تعديل

دعطب هي إحدى قرى مديرية المسيلة التابعة لمحافظة المهرة، بلغ تعداد سكانها 44 نسمة حسب تعداد اليمن لعام 2004.